# Shōta Kawanishi
Shōta Kawanishi (jap. 川西 翔太 Kawanishi Shōta; ur. 28 października 1988) – japoński piłkarz występujący na pozycji napastnika. Obecnie występuje w Oita Trinita.

## Kariera klubowa
Od 2011 roku występował w klubach Gamba Osaka, Montedio Yamagata i Oita Trinita.